# Broch (tårn)
En broch er en tørmuret, hulmuret struktur eller tårn som stammer fra jernalderen, der findes i Skotland. Brocher hører til kategorien "komplekse atlantiske rundhuse", som blev udviklet af skotske arkæologer i 1980'erne.
Brocher er rundhusbygninger, som findes over hele det atlantiske Skotland. Ordet "broch" stammer fra det lavlandsskotske ord 'brough', der betyder fort. I midten af 1800-tallet kaldte skotske antikvarer brocher for 'burgs', efter det oldnordiske ord "borg", med samme betydning. Brocher kaldes ofte dùns i vest, og de er de mest spektakulære blandt en kompleks klasse af bygninger, der findes i det nordlige Skotland. Ifølge Royal Commission on the Ancient and Historical Monuments of Scotland er der cirka 571 mulige broch-lokaliteter i hele landet.
Oprindelsen af brocher er stadig genstand for løbende forskning. Mens de fleste arkæologer for 80 år siden mente, at brochs blev bygget af indvandrere, er der nu ingen tvivl om, at det hulmurede broch-tårne var en opfindelse i det, der i dag er Skotland. De første brochs kan være blevet bygget omkring 300 f.v.t., og der er tegn på, at de primært blev brugt til defensive eller offensive formål. Byggeriet af brocher stoppede mere eller mindre i løbet af 100-tallet e.v.t., men arkæologiske undersøgelser tyder på, at de er blevet brugt langt ind i den sene jernalder (år 300-900), og i Gurness Broch bleven vikingekvinde er blevet begravet i en broch i 800-tallet.
Udbredelsen af brocher er centreret i det nordlige Skotland, særligt i Caithness, Sutherland og Northern Isles. Der findes også nogle få eksempler i Scottish Borders, på vestkysten af Dumfries and Galloway og nær Stirling. Den oprindelige opfattelse af brochs var, at de var forsvarsstrukturer, tilflugtssteder for samfundet og deres husdyr. De blev nogle gange betragtet som værende opført af daner eller piktere, og fra 1930'erne til 1960'erne anså arkæologer dem som borge, hvor lokale godsejere herskede over en underlagt befolkning.
Imidlertid mistede borgteorien sin popularitet blandt skotske arkæologer i 1980'erne på grund af mangel på støttende arkæologiske beviser. Arkæologerne foreslog, at forsvarsevne aldrig var en væsentlig faktor i placeringen af en broch og argumenterede for, at de måske snarere var datidens "herregårde", symbolske prestigeobjekter og meget synlige magtudtryk for betydningsfulde familier. Dog mangler der stadig arkæologiske beviser for denne tolkning, og det store antal brochs gør denne forklaring problematisk. Artiklens konklusion er, at formålet med brochs sandsynligvis var en kombination af defensive, offensive og symbolske funktioner.
Den bedst bevarede og højeste bevarede broch er Mousa Broch med 13,3 m, der står på øen Mousa på Shetlandsøerne.  Et andet berømt eksempel er Old Scatness.

## Udbredelse
Udbredelsen af brocher er centreret i det nordlige Skotland. Caithness, Sutherland og Northern Isles har de tætteste koncentrationer, men der findes også mange eksempler i det vestlige Skotland og på Hebriderne. Selvom de hovedsageligt er koncentreret i det nordlige højland og øerne, findes der også enkelte eksempler i grænseområdet (f.eks. Edin's Hall Broch og Bow Castle Broch), på vestkysten af Dumfries and Galloway og nær Stirling.
I en skitse fra omkring omkring 1560 ser der ud til at være en broch ved floden ved siden af Annan Castle i Dumfries and Galloway. Denne lille gruppe af sydlige brochs er aldrig blevet tilfredsstillende forklaret.